# Morgan Stanley
Morgan Stanley er en global amerikansk finansieringsinstitution med hovedsæde i New York City og med filialer i 42 lande, 55.000 ansatte og en årlig (2016) omsætning på 37,95 mia. USD med et overskud samme år på 5,98 mia. USD. Deres vigtigste aktiviteter omfatter bankforretninger, aktieemissioner, formuepleje, forvaltning af værdipapirer, porteføljeadministration og investeringsrådgivning, og kunderne er selskaber, regeringer, institutioner og privatpersoner, for hvilke Morgan Stanley i 2016 forvaltede 1.300 mia. USD.
| Firma | Spire Denne artikel om et firma eller en virksomhed i USA er en spire som bør udbygges. Du er velkommen til at hjælpe Wikipedia ved at udvide den. |